# Super Trooper
Super Trooper war eine Zeitschrift, die kostenfrei in den von der HBG Heimbetriebsgesellschaft betriebenen Kantinen der Bundeswehr ausgelegt wurde.

## Geschichte
Das Magazin war der direkte Nachfolger von „W10“, das im Jahr 2003 von Kresse & Discher Medienverlag aus Offenburg einem Relaunch inklusive Namensänderung unterzogen wurde. In der Deutschen Nationalbibliothek ist die Erscheinungsweise des umbenannten Magazins mit „anfangs alle zwei Monate, später 4x jährl.“ festgehalten. Mit Erscheinen der Ausgabe 1/2012 wurde das Magazin eingestellt.
Die IVW-Meldung erfolgte in den Quartalen 3/2006 bis einschließlich 2/2009. In dieser Zeit lag die Druckauflage konstant in dem Korridor 35.150 bis 35.500 Stück und die Anzahl der verbreiteten Exemplare (identisch mit den Freiexemplaren) zwischen 35.000 und 35.450 Stück.